# Fołks Sztyme
Fołks Sztyme (jidysz: פֿאָלקס שטימע, „Głos Ludu”) – dziennik żydowski (od 1968 roku tygodnik), założony w Łodzi w 1946 roku, przeniesiony po kilku latach do Warszawy.
Początkowo był organem KC PPR i PZPR, a następnie – po 1956 roku – Towarzystwa Społeczno-Kulturalnego Żydów w Polsce. Przez wiele lat było to jedyne pismo w jidysz wydawane w PRL (poza naukowym „Bleter far Geszichte”). Ze względu na zmniejszającą się liczbę Żydów w Polsce i ich asymilację liczba jego czytelników stale malała. Redaktorem naczelnym w latach 1950–1968 był Hersz (Grzegorz) Smolar, a po 1968 roku byli nimi kolejno Samuel Tenenblatt i Adam Kwaterko.
Od 1991 roku w miejsce „Fołks Sztyme” wydawany jest miesięcznik (początkowo dwutygodnik) „Słowo Żydowskie – Dos Jidisze Wort”.
Dziennik o tym samym tytule ukazywał się w Łodzi w 1939 roku.